# Heat, Dust and Dreams
Heat, Dust and Dreams est un album musical de Johnny Clegg (1953-2019) et son groupe Savuka sorti en 1993.
La chanson The Crossing utilisée dans le film Invictus en 2009 est dédiée au percussionniste et danseur Dudu Zulu assassiné en 1992 .
L'album a été nommé pour un Grammy award et a remporté un Billboard music award.

## Liste des morceaux
1. These Days
2. The Crossing (Osiyeza)
3. I Can Never Be (What You Want Me to Be)
4. When the System has Fallen
5. Tough Enough
6. The Promise
7. Inevitable Consequence Of Progress
8. In My African Dream
9. Emotional Allegiance (Stand by Me)
10. Foreign Nights (Working Dog in Babylon)
11. Your Time Will Come